# Mora (cantante)
Gabriel Armando Mora Quintero, conosciuto come Mora (Bayamón, 5 maggio 1992), è un cantante e produttore discografico portoricano.

## Biografia
Mora ha iniziato la propria attività musicale nel 2015 come produttore discografico, arrivando a firmare il suo primo contratto con la Rimas Entertainment tre anni più tardi, dopo essere stato notato dal CEO dell'etichetta. È riuscito ad aumentare la propria fama grazie a Una vez, traccia tratta da YHLQMDLG del connazionale Bad Bunny, che si è fermata nella Bubbling Under Hot 100 e nella Top 100 Canciones spagnola.
Primer día de clases, il suo album in studio di debutto, è stato certificato platino dalla Recording Industry Association of America per le oltre 60 000 unità equivalenti e si è posizionato al 12º posto in Spagna. L'LP contiene i brani di successo 512 (doppio platino in Spagna) e Volando (triplo platino in Spagna); l'ultimo dei quali ha raggiunto la Hot 100 degli Stati Uniti d'America in seguito alla divulgazione di un remix inciso con Bad Bunny e Sech. Ai Premios Juventud, organizzati dalla Univision, l'artista è stato candidato per un riconoscimento, così come ai Billboard Latin Music Award.
Il 1º aprile 2022 viene messo in commercio il suo secondo lavoro in studio Microdosis, costituito da quindici tracce, che ha debuttato sul podio della Top 100 Albumes spagnola. Nei primi mesi dell'anno ha anche preso parte al World's Hottest Tour di Bad Bunny.

## Discografia

### Album in studio
- 2021 – Primer día de clases
- 2022 – Microdosis
- 2022 – Paraíso
- 2023 – Estrella
- 2025 – Lo mismo de siempre

### Singoli
- 2017 – Señorita (con Rafa Pabön)
- 2017 – Pensabas (feat. Brray, Eladio Carrión & Joyce Santana)
- 2017 – Nunca seremos (con Andre the Giant e Brray)
- 2017 – La despedida (con Joyce Santana)
- 2018 – Que habilidad
- 2018 – Te lo pago (con El Citriko, Ele a el Dominio, Eladio Carrión e Brray)
- 2018 – Dame una señal
- 2018 – Cuando estes sola (con Sousa)
- 2018 – Hasta cuando
- 2018 – Noche loca (con Öken e Myke Towers)
- 2018 – Te miento (con Ele a el Dominio)
- 2018 – Me jukie (con Rafa Pabön, Brray e Joyce Santana)
- 2018 – Volverá (con Jamby el Favo e ElektrikBeat)
- 2018 – Si tu no estas (con Myke Towers)
- 2018 – Reír o llorar
- 2018 – Me niego (con Big Soto)
- 2018 – Aquellos días
- 2018 – Nada que perder (con Joyce Santana)
- 2019 – No hay mañana (con Nio García)
- 2019 – El recuerdo
- 2019 – Debilidad (con Lyanno e Sammy)
- 2019 – La culpa
- 2019 – Se escapó (con Juanka)
- 2019 – Perdoname (con Pablo Chill-E)
- 2019 – Miradas
- 2019 – Dandole
- 2019 – No te creo
- 2019 – En bajita (con Young Martino)
- 2020 – Caliente
- 2020 – Pégate
- 2020 – Malagradecida (con Big Soto e Rafa Pabön)
- 2020 – No digas nada (con Farruko)
- 2021 – Cuándo será (con Lunay)
- 2021 – 3 de la mañana (con Mau y Ricky e Sebastián Yatra)
- 2021 – Las gargolas (con Darell, Brray, Luar la L e Arcángel)
- 2021 – Toa la vida (con Nicki Nicole)
- 2021 – Cada vez (con Young Martino e Brray)
- 2022 – Suelta (con Jay Wheeler)
- 2022 – Serotonina (con Big Soto e Aron feat. Neneto)
- 2022 – De pari (con Cazzu)
- 2022 – Calentón
- 2022 – Lacone (con Polimá Westcoast e Quevedo)
- 2022 – Blackout
- 2023 – Rápido
- 2023 – Café Malibú (con Sech e Saiko)
- 2024 – Bien loco (con Wisin)
- 2024 – IA (con Clarent)

## Tournée
- 2023 – Paraíso tour
- 2023 – Estela tour
- 2024 – No tengo ni idea tour